# Schirjatino (Brjansk)
Schirjatino (russisch Жиря́тино) ist ein Dorf (selo) in der Oblast Brjansk in Russland mit 2537 Einwohnern (Stand 14. Oktober 2010).

## Geographie

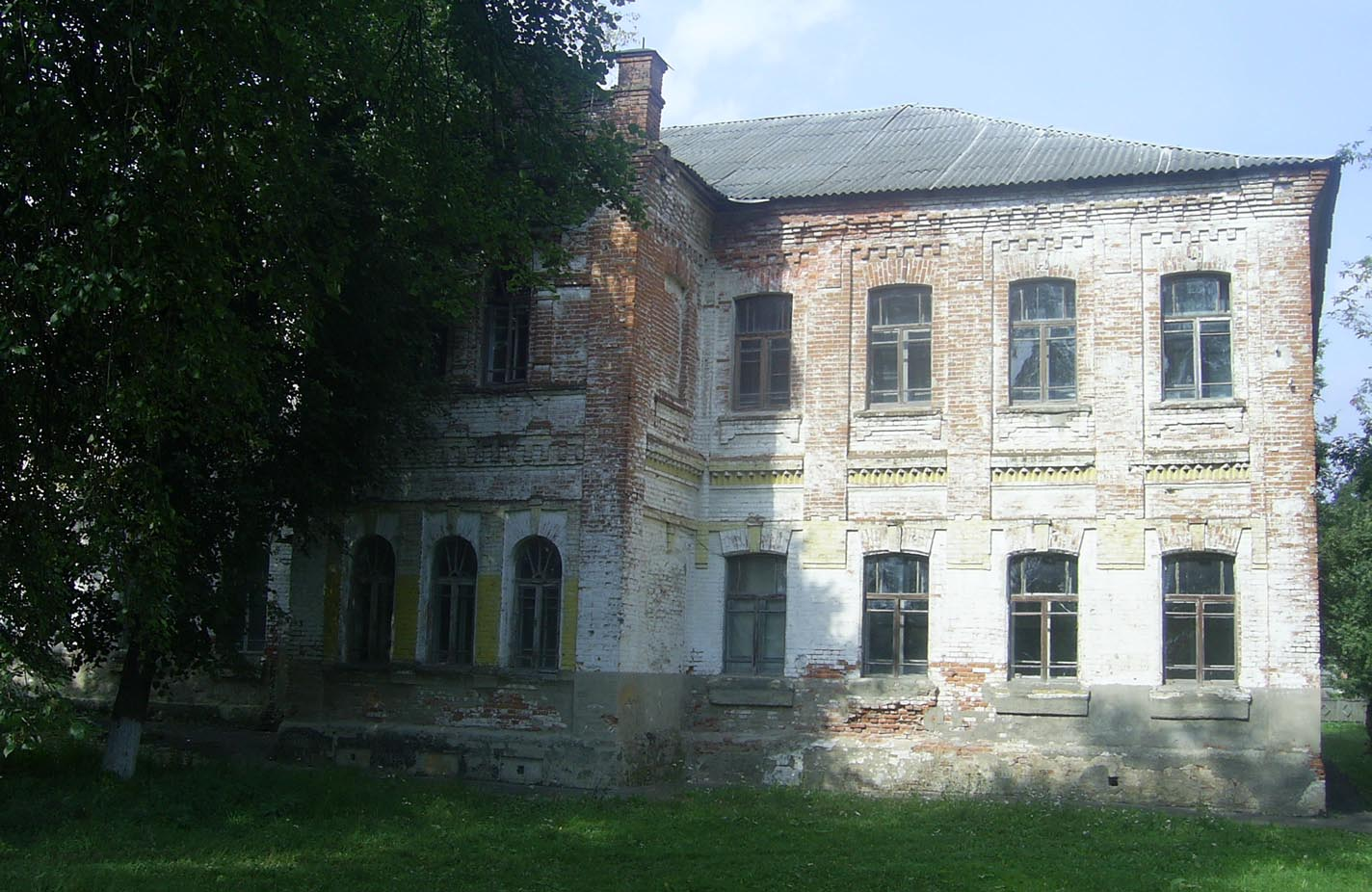
Schulgebäude von 1905

Der Ort liegt etwa 40 km Luftlinie westlich des Oblastverwaltungszentrums Brjansk am rechten Ufer des Oberlaufes des Desna-Nebenflusses  Sudost.
Schirjatino ist Verwaltungszentrum des Rajons Schirjatinski sowie Sitz der Landgemeinde Schirjatinskoje selskoje posselenije, zu der weiterhin die 18, im Umkreis von bis zu 12 km gelegenen Dörfer Baititschi, Gorbatschi, Jelissejewitschi, Klinok, Knjaschitschi, Kolytschowo, Komjagino, Kutschejewo, Litowniki, Makarowo, Nowoje Kaplino, Paschkowo, Pawlowitschi, Saretschnaja, Sawlukowo, Staroje Kaplino (das größte mit 476 Einwohnern, Stand 2013), Straschewitschi und Tworischitschi sowie der Weiler (chutor) Nikolski gehören.

## Geschichte
Das Dorf wurde erstmals 1494 urkundlich erwähnt, blieb aber lange unbedeutend. Im 17. Jahrhundert gab es zwei Kirchen. Schirjatino gehörte zunächst zum Ujesd Brjansk, dann ab den 1770er-Jahren zum Ujesd Trubtschewsk, der ab 1778 Teil der Statthalterschaft und ab 1796 Teil des Gouvernements Orjol war. 1920 kam der Ort mit dem Ujesd zum neu gebildeten Gouvernement Brjansk, ab 1924 als Sitz einer Wolost im neu ausgegliederten Ujesd Beschiza (heute Stadtteil von Brjansk).
1929 entstand aus der Wolost ein Rajon mit Sitz in Schirjatino, der aber bereits zum 1. Februar 1932 wieder aufgelöst und am 21. August 1939 erneut ausgewiesen wurde.
Im Zweiten Weltkrieg wurde Schirjatino im September 1941 von der deutschen Wehrmacht besetzt und am 19. September 1943 von der Roten Armee zurückerobert.
Nach abermaliger Auflösung am 19. Oktober 1957 existiert der Rajon in seiner heutigen Form seit 1985.

### Bevölkerungsentwicklung
| Jahr | Einwohner |
| ---- | --------- |
| 1926 | 640       |
| 1979 | 1242      |
| 1989 | 1725      |
| 2002 | 2371      |
| 2010 | 2537      |

Anmerkung: Volkszählungsdaten

## Verkehr
Über die Regionalstraße 15K-303 ist Schirjatino an die etwa 25 km südöstlich beim benachbarten Rajonzentrum Wygonitschi vorbeiführende föderale Fernstraße A240 von Brjansk zur belarussischen Grenze angebunden. In Wygonitschi befindet sich an der Strecke Brjansk – Homel (Belarus) auch die nächstgelegene Bahnstation.
Von Schirjatino nach Nordosten führt die 15K-204 zur gut 20 km entfernten föderalen Fernstraße A240 (Orjol – Brjansk – Smolensk) bei Selzo; ebenso die 15K-703/15K-802 in nördlicher Richtung. Nach Südwesten folgt die 15K-2003 der Sudost bis zum benachbarten Rajonzentrum Potschep, wo wiederum die A240 und die Bahnstrecke nach Homel erreicht wird.